# Surrey (Dakota Północna)
Surrey – miasto w Stanach Zjednoczonych, w stanie Dakota Północna, w hrabstwie Ward.